# Pikin Slee
Pikin Slee, ook wel Piki Seei, is een dorp aan de bovenloop van de Surinamerivier in het district Sipaliwini. Er wonen drie- tot vier duizend mensen. Het dorp Gran Slee ligt meer dan tien dorpen stroomopwaarts.
In het dorp worden hardhouten meubels gemaakt die voor de verkoop naar Paramaribo en het buitenland gaan. Er wordt zelf cassavebrood gebakken, noten gedroogd en olie geperst.
Het dorp vormt een zusterdorp met Abenaston, Botopasi en Foetoenakaba. Het dorp staat stroomopwaarts via de rivier en met een weg in verbinding met Foetoenakaba, Debikè en Botopasi. Via de landingsbaan van Bototpasi staan de dorpen in contact met Paramaribo.
Het dorp is te bereiken via een drie uur durende reis per auto vanuit Paramaribo en vervolgens een tocht per korjaal van twee tot vier uur, afhankelijk van de waterstand. In het dorp wonen marrons van het volk Saramacca. De omgangstaal is Saramaccaans en op school wordt Nederlands gesproken.
Net als op andere plekken in het binnenland, leven de bewoners van zwerflandbouw, visvangst en de jacht. Geldinkomsten komen uit ambachtelijk gemaakte gebruiksartikelen en gereedschappen, dierenhandel en verzamelde kruiden, vruchten en noten. Andere inkomsten komen in het binnenland uit mijnbouw of toerisme of in Paramaribo of Frans-Guyana uit contractwerk in onder meer de bouw.
In Pikin Slee is het Saamaka Marron Museum gevestigd, een cultuurhistorisch museum gewijd aan de Marroncultuur.
Abenaston · Adawai · Akisiaman · Akwaukondre · Amakakondre · Asenbaso · Asidonhopo · Aurora · 
Begoeba · Begoon · Bekiokondre · Bendikwai · Bendiwata · Biudoematoe  · Bofokoele · Botopasi ·
Dan · Dangogo · Daume · Debikè · Deboo · Djemongo · Djoemoe · Duwatra ·
Foetoenakaba · Gingiston · Goddo · Godowatra · Goejaba · Gran Slee · Grantatai · Gunsi ·
Heikoenoenoe · Jawjaw ·
Kaajapati · Kajana · Kambaloea · Kampoe · Koonoo · Kuututen ·
Ladouanie · Lespansi · Ligorio · Malobi · Malroseekondre · Masiakriki · Moitori ·
Nazaleti · Nieuw-Aurora · Padalafanti · Pambo Oko · Pikin Slee · Pingpe · Pokigron ·
Saloebanga · Semoisi · Soolan · Stonhoekoe · Tjaikondre · Toemaripa · Toetoeboeka